# Делауеър (окръг, Пенсилвания)
Вижте пояснителната страница за други населени места с името Делауеър.
Окръг Делауеър (на английски: Delaware County) е окръг в щата Пенсилвания, Съединени американски щати. Площта му е 495 km², а населението - 564 696 души (2017). Административен център е град Мидия.